# Гру
Далибор Андонов (Димитровград, 8. март 1973 — Београд, 9. септембар 2019), познатији под уметничким именом Гру, био је српски хип хоп извођач.

## Биографија
У Београду је завршио Средњу машинску школу, а касније је уписао Вишу пословну школу, коју није завршио.
Након што је издао први реп албум у Србији 1995. године под називом „Да ли имаш право” Гру издаје комерцијално најуспешнији реп албум у Србији икада „Гру2” 1996. године, постајући лидер старе школе српског репа коју су чинили C-Ya, Who Is The Best, Monteniggers, Rhytm Attack и др. Са великим хитовима „5-ак”, „Бићу ту”, Гру је на албуму провукао и гангстерски пркосну химну „Срце” и емотивно сламајућу „Доста ми је свега”, успостављајући сјајан баланс између комерцијалног и андерграунда. До данас, нико у Србији није успео направити успешнији реп албум.
Постао је познат по објављивању провокативног спота за песму „Бићу ту” 1996. године. Наиме, у њему су се појавиле девојке из, тада будуће, групе Моделс, а испод су били исписани насумично бирани бројеви, по узору на рекламе за хот-лајн. Међутим, ти бројеви су заиста постојали, па је касније у споту преко тих бројева писало распродато. Остали Груови синглови са другог студијског албума су „Срце”, „Доста ми је свега” (са два различита видео-спота), и „5-ак”.
Године 2010. са Ајс Нигрутином снимио је спот за песму „И даље ме желе”.
Андонов је погинуо 9. септембра 2019. године у 47. години, на Дунаву, приликом кајтинга између Великог ратног острва и Црвенке. Тог дана је дувала кошава која је погодовала кајтингу, али је у рано поподне ветар стао. Док је Андонов паковао своју кајтинг опрему, изненадни удар северозападног ветра је неконтролисано узнео његов кајт који га је великом брзином повукао и потом неколико пута нагло ударио о воду. Он је од овога за неколико секунди задобио двоструки прелом кичме и утопио се упркос брзој интервенцији својих пратилаца који су његово тело чамцем довезли до Наутичког клуба „Земун” где је хитна помоћ констатовала смрт.
Комеморација поводом његове смрти одржана је два дана касније, у београдском Дому омладине, уз присуство многих музичара, а сахрањен је 12. септембра 2019. на београдском гробљу Орловача. Сутрадан, репер Ђус је са пријатељима осликао мурал посвећен Андонову испод надвожњака на аутопуту кроз Београд. Заједничким наступом на манифестацији Music Awards Ceremony 2020, више познатих музичара је одало пошту Груу.

## Дискографија

### Албуми
- Да ли имаш право (Југодиск, 1995)
- Гру2 (Комуна, 1996)
- Ветрењаче (Центросцена, 1999)
- Беогард (City Rеcords, 2003)